# Calydna
Calydna is een geslacht van vlinders uit de familie van de prachtvlinders (Riodinidae), onderfamilie Riodininae.
De wetenschappelijke naam van het geslacht werd in 1847 voor het eerst geldig gepubliceerd door Edward Doubleday.

## Soorten
- C. arius (Cramer, 1775)
- C. cabira Hewitson, 1854
- C. caieta Hewitson, 1854
- C. calamisa Hewitson, 1854
- C. calyce Hewitson, 1859
- C. candace Hewitson, 1859
- C. caprina Hewitson, 1859
- C. carneia Hewitson, 1859
- C. catana Hewitson, 1859
- C. cea Hewitson, 1859
- C. cephissa Hewitson, 1875
- C. charila Hewitson, 1854
- C. chaseba Hewitson, 1854
- C. euthria Westwood, 1847
- C. fissilisima Hall, J, 2002
- C. hemis Schaus, 1927
- C. hira (Godart, 1824)
- C. hiria (Godart, 1824)
- C. isala (Godart, 1824)
- C. jeannea Hall, J, 2002
- C. lusca (Geyer, 1835)
- C. maculosa Bates, 1868
- C. micra H. Bates, 1868
- C. nicolayi Hall, J, 2002
- C. phedyma Doubleday, 1847
- C. pichita Hall, J & Lamas, 2004
- C. punctata Felder, 1867
- C. sinuata Felder, 1869
- C. stolata Brévignon, 1998
- C. sturnula (Geyer, 1837)
- C. thersander (Stoll, 1780)
- C. venusta Godman & Salvin, 1886
- C. zea Schaus, 1902